# O Doce Esporte do Sexo
O Doce Esporte do Sexo é um filme brasileiro de 1971, do gênero comédia e pornochanchada, estrelado por Chico Anysio e dirigido por seu irmão, Zelito Viana. Foi o único filme protagonizado pelo humorista.
O filme é dividido em cinco episódios: "O Torneio", "O Filminho", "A Boca", "A Suspeita" e "O Apartamento".

## Sinopse
"O Torneio"
Duas cidades do interior disputam, há anos, um torneio de virilidade, sempre ganho por Lourenção. No último campeonato, um japonês do lado oposto vence por larga margem.
"O filminho"
Um grande industrial organiza uma noitada com filmes eróticos. Em outra casa, uma família tradicional prepara-se para exibir seu filminho inocente rodado nas férias. Acontece que o laboratório trocou as latas ao entregá-las. resultado: o grupo alegre vê uma película comum e a família austera, a fita erótica.
"A boca"
Tuneca tem a mania de regenerar prostitutas. Uma delas, Vanda, se cansa de tanta perseguição e Tuneca passa a paquerar a mulata Iolanda.
"A suspeita"
Dona Sinhá, mulher do Coronel Manuel Moreira, suspeita que ele tem uma amante, mas a verdade é bem outra: ela o flagra travestido nos braços de Imperial.
"O apartamento"
Virgílio, rapaz tímido e desastrado, marca encontro com Irene num apartamento e, depois de mil peripécias, consegue realizar-se no amor, sob os aplausos dos vizinhos do prédio em frente.

## Elenco
- Chico Anysio
- Irene Stefânia
- Olívia Pineschi
- Ana Maria Magalhães
- Otávio Augusto
- Wilson Grey